# Kaltan
Kaltan è una città della Russia siberiana meridionale (oblast' di Kemerovo).
Sorge nel bacino del Kuzbass, lungo il fiume Kondoma (bacino idrografico del Tom'), nella parte meridionale della oblast', 338 chilometri a sud del capoluogo Kemerovo.
La suddetta città ha dato, il 30 maggio 1996, i natali al calciatore del AS Monaco e della Nazionale russa Aleksandr Golovin.